# Enrique Mateu
Enrique Mateu de Villavicencio (Wimbledon, Londres, 7 de mayo de 1960) es un productor, compositor, artista y empresario español. 

## Biografía

### Orígenes y formación
Enrique Mateu, hijo de Enrique, bancario valenciano, y Elvira, descendiente de la familia Millares -de gran significación cultural (originalmente musical) en Gran Canaria desde finales del siglo XVIII hasta la actualidad-, nació el 7 de mayo de 1960 en Wimbledon, Londres, a donde sus padres habían emigrado y donde pasó los primeros años de su vida. 

A pesar de los sueños de su padre de que se convirtiera en abogado economista, Enrique sintió desde muy niño su vocación por la música y a los seis años ya estaba iniciando su formación musical con el timple en la Academia Totoyo Millares de Gran Canaria. Al finalizar la enseñanza secundaria se traslada a Madrid en cuyo Conservatorio culmina los estudios superiores de guitarra clásica y demás disciplinas musicales inherentes al plan oficial. 

Entre 1982 y 1987 obtiene diversas becas y cursa estudios en la Fundación Manuel de Falla (Granada), L'Aula de Jazz (Barcelona), el Centro Flamenco Paco Peña (Córdoba), la Fundación Gulbenkian (Lisboa), la Academia Chigiana de Siena (Italia) y la E.R.M.A. de Oxford (Inglaterra) en diversas disciplinas como guitarra, piano, flauta, chelo, música instrumental contemporánea, música para cine, radio y televisión, técnicas contemporáneas de composición, dirección de orquesta, dirección de coro, música asistida por ordenador, etc. 

### Trayectoria
Ha trabajado como productor y director musical en más de un centenar de discos y en cientos de conciertos con reputados artistas como Gerd Albercht o Guido Schiefen en música clásica, cantautores como Víctor Manuel o Ismael Serrano, intérpretes de rock como Miguel Ríos o Luz Casal, artistas de pop como Duncan Dhu o Carmen Paris, compositores de nuevas tendencias como Luis Paniagua o Luis Delgado y orquestas como la Orquesta Filarmónica de Gran Canaria o la Czech Philarmonic Orchestra, obteniendo decenas de discos de oro y platino, Premios Onda, Premios de la Música, etc.

Pionero en la utilización de sistemas informáticos en directo, sus conciertos como intérprete de música electroacústica  y acusmática le han llevado por toda Canarias, la península ibérica, Italia, Alemania, Suiza, Suecia, Dinamarca, Holanda, Marruecos, Francia, Portugal e Inglaterra.
Como director del proyecto multidisciplinar Artenara, del que es fundador, ha producido y dirigido tres espectáculos multimedia para la celebración institucional del Día de Canarias: Tewiza, 10º Aniversario y Una voz.
Además, tiene editados dieciocho trabajos con Artenara, cuatro con Expressesion, uno con Puntodevista, veinte en solitario y es miembro fundador del grupo interdisciplinar #(928) con cinco trabajos editados.

Ha sido Profesor de Composición Electroacústica en el Conservatorio Superior de Música de Canarias y desde 1990 es director de INEXART (Investigaciones y Explotaciones Artísticas) empresa dedicada a I+D+i del sector del Ocio, la Cultura y la Creación Artística.

Ferviente defensor del Copyleft, ha sido Vicepresidente de la Fundación Copyleft y se ha significado como un gran defensor de las herramientas que las nuevas tecnologías ponen al alcance de los artistas para el contacto directo con su público. Toda su obra está disponible bajo licencia Creative Commons.
En el año 2012 presentó su proyecto Timple Digital que consiste en la utilización del cordófono canario en el ámbito de la música electroacústica y la electrónica; para ello conecta y procesa en tiempo real su timple de seis cuerdas en un ordenador portátil que es controlado a su vez por un iPad.
A lo largo de su trayectoria profesional ha sido fundador y / o directivo de diversas organizaciones como la Asociación de Músicos Profesionales de España, la Asociación de Música Electroacústica de España, la Asociación de Compositores y Autores de Música, la Asociación Canaria de la Música, la Asociación para la Promoción de la Música Canaria,etc así como Socio Director Adjunto de Digital de Avisos y Director del canal digital DAculturayocio.com. 
En febrero de 2014 fue elegido miembro del Consejo Canario de la Cultura, órgano asesor y consultivo del Gobierno de Canarias para los asuntos relacionados con la Cultura.
En la actualidad, Enrique Mateu Mateu continúa con su labor como profesor, productor, compositor e intérprete. En su faceta de empresario sigue dirigiendo INEXART (Investigaciones y Explotaciones Artísticas).

## Discografía
- En solitario

o	Formas Millares (1987)
o	Jaque Mateu (1992)
o	Tannenbaum  (1992) (como Esteban Millares)
o	Ritual Collage (1996)
o	Lancelot (2001 grabado en directo en1994)
o	TimplePop (2002)
o	TimpleBolero (2003)
o	Pandora (2004)
o	Historias Sumergidas (2008)
o	Eroi Rotti (2010)
o	Esculturas Sonoras (2011)
o	25º (2012)
o	La femme Ventango (2013)
o	Forjador de Símbolos (2015)
o	Valleseco (2015)
o	My Happy Birthday (2016)
o	Kopi Luwak (2017)
o	Buenamar (2021)
o	La Puerta de las Estrellas (2022)
- Con Sindicato Malone

o	Antes morir que perder la vida (1986)
- Con Artenara

o	Artenara  (1998)
o	Remix by Big Toxic (1998)
o	Artenara Especial UNICEF (1999)
o	Maye (2001)
o	Junonia Minor (2003)
o	Mundos Sonoros por Descubrir (2004)
o	Tewiza (2006)
o	Sueños Lunarios (2006)
o	Anya Tesawit (2007)
o	10º Aniversario (2008)
o	Una Voz (2009)
o	10 (2010)
o	Planetarium (2011)
o	XX Aniversario (2017)
o	Canarían Soundfulness (2018)
o	Belén de Arena (2019)
o	Magua (2022)
o	Zonzamas (2023)
- Con Expressesion

o	Ver-percibir-interactuar (2003)
o	In Memoriam (2004)
o	Mar a 2 (2009)
o	Rabbit out the Head (2009)
- Con #(928):

o	El Ojo de Londres (2005)
o	LapTopArt (2007)
o	H2O (2008)
o	Doldrums (2008)
o	Spheres (2009)